# Spolna vloga
Spolne vloge so skupek družbeno sprejetih stališč, vedenj in prepričanj, ki veljajo primerna ali zaželena za posameznika glede na njegov spol. Kljub temu, da so spolne vloge oblika širših družbenih vlog, pa se v tradicionalni družbi pogosto razumejo kot "naravne" - biološko pogojene in zgodovinsko potrjene, s tem pa veljavne. Tovrstno mišljenje pa prispeva k nastanku in utrditvi spolnih stereotipov in posledično družbenih spolnih neenakosti.
Spolne vloge so običajno osredotočene na pojmovanje moškosti in ženskosti, čeprav obstajajo izjeme in razlike. Ta spolna pričakovanja se lahko med kulturami razlikujejo, posebej z vidika patriarhata in matriarhata, razlikujejo pa se lahko tudi glede na rasno ali etnično pripadnost osebe. Spolne vloge pogosto pogojuje to, kako je neko gospodinjstvo sestavljeno, pa tudi dostop do virov, ekonomski in drugi zunanji vplivi, naravne nesreče in raznoliki drugi lokalni dejavniki. 
Spolne vloge pogosto določajo tradicionalne naloge, pristojnosti in odgovornosti, ki so v družbi pripisane ženskam drugače kot moškim. Primer tega je na primer tradicionalna spolna delitev neplačanega gospodinjskega dela, ki ga v veliki meri danes še vedno opravljajo ženske. Spolne vloge vplivajo na širok spekter človekovega vedenja. Pogosto vplivajo na izbiro oblačil, poklica, način pristopa k izražanju mnenj ali reševanju problemov, na osebne odnose, ki jih oseba vzpostavlja, ter tudi na to, kako se v teh odnosih obnaša. 
Tako kot tudi sam spol se s časom tudi spolne vloge in njihov položaj v družbi spreminjajo, še zlasti s krepitvijo vloge žensk, prevpraševanjem moškosti, s povečanjem vidnosti transspolnih in spolno nenormativnih oseb ter s povečanjem prepoznavnosti netradicionalnih oblik družin in skupnega bivanja. Čeprav pa so se spolne vloge skozi čas razvile in razširile, se ženske tradicionalno še vedno tretira kot relevantne v "zasebni“ sferi, moške pa v "javni“. Različne skupine, predvsem feministična gibanja, si prizadevajo spremeniti vidike prevladujočih spolnih vlog, za katere menijo, da so zatiralni, netočni in seksistični.

## Ozadje
V sociologiji spola se proces, v katerem se posameznik nauči in pridobi spolno vlogo v družbi, imenuje socializacija spola. Spolne vloge so kulturno specifične, in medtem ko večina kultur razlikuje le dve (fant/moški in dekle/ženska), jih druge poznajo več. Nekatere nezahodne družbe imajo tri spole: moške, ženske in tretji spol.
Androginija je bila včasih predlagana tudi kot tretji spol. Androgin je oseba z lastnostmi, ki jih navadno povezujemo tako z moškim kot z ženskim spolom. Nebinarne osebe se prav tako ne identificirajo ne z moškim ne ženskim spolom. Nekateri posamezniki se ne identificirajo z nobenim spolom (aspolnost). Veliko transspolnih oseb se identificira kot moški ali ženske, mnogo transspolnih oseb pa se identificira kot nebinarne osebe. 
Spolna vloga ni isto kot spolna identiteta, ki se nanaša na notranji občutek lastnega spola, ne glede na to, ali se ujema s kategorijami, ki jih ponujajo družbene norme. Točka, na kateri se te ponotranjene spolne identitete spremenijo v niz pričakovanj, na katere posameznik odgovarja s svojimi vedenji in oblikovanjem lastnih življenjskih odločitev, pa pomeni nastanek spolne vloge.

## Spolne norme
Spolne norme so pravila o spolnih vlogah. Gre za obliko družbenih in kulturnih predpisov, ki so namenjeni temu, da spodbujajo družbeno zaželeno ali pričakovano vedenje. So vedenja, ki naj bi jih upoštevali posamezniki, in določajo, kaj se od njih pričakuje v določenih okoliščinah. Da norme lahko dosežejo želen učinek, pa morajo vsebovati mehanizme družbenega nadzora. Ti mehanizmi so splošni (npr. načela, vrednote) in zavestni (posamezniki se zavedajo pravil, ki usmerjajo in regulirajo njihova vedenja).

## Spolni stereotipi
Stereotipi so psihološki in družbeni mehanizmi, ki urejajo zaznavanje in vrednotenje določenih družbenih skupin ter vplivajo na oblikovanje mnenj, sodb, pogledov in vedenj. Za stereotipe je značilno posplošeno pripisovanje določenih lastnosti vsem članom neke skupine, pa tudi visoka čustvenost, nerazumskost in poenostavljeno tolmačenje dogodkov, zato se pogosto zlorabljajo v propagandne namene. Stereotipi so vztrajni in se spreminjajo zelo počasi. Imajo znaten, a neopazen učinek na zavest.
Skozi zgodovino se je vsebina spolnih stereotipov spreminjala glede na spremembe v odnosih med ženskami in moškimi. Vseeno še vedno opravljajo funkcijo vzdrževalca hierarhičnega in neenakega razmerja med spoli, kot tudi otežujejo vidnost in pripoznavnost spolnih identitet oseb, ki niso ne moški ne ženske.